# MTV Unplugged (álbum de Katy Perry)
MTV Unplugged (listado en iTunes como MTV Unplugged: Katy Perry) es un EP y álbum en vivo de la cantante estadounidense Katy Perry, lanzado en Estados Unidos el 13 de noviembre de 2009 por Capitol Records. Después de haber transmitido más de 100 especiales de MTV Unplugged, MTV quiso revivir la serie para presentarla a una generación más joven. El canal reclutó a varios artistas populares y de renombre para participar en la serie, incluyendo a Perry, quien mostró un interés particular en la idea, ya que le permitiría presentarse como artista y compartir las historias detrás de sus canciones.
El EP incluye nuevos arreglos de cinco canciones del álbum de Perry, One of the Boys (2008), una canción original inédita y una versión de una canción de Fountains of Wayne. Además del disco de audio, el álbum incluye un DVD con la grabación en video de su actuación y una entrevista exclusiva. Tras su lanzamiento, MTV Unplugged recibió críticas mixtas de los críticos, quienes cuestionaron la idea de dar un tratamiento acústico a las canciones de Perry, aunque algunos la consideraron una artista trabajadora. En el Billboard 200 de Estados Unidos, el conjunto debutó en el número 168, mientras que en las listas de álbumes de Francia y Suiza alcanzó los números 192 y 82, respectivamente.

## Antecedentes y contenido

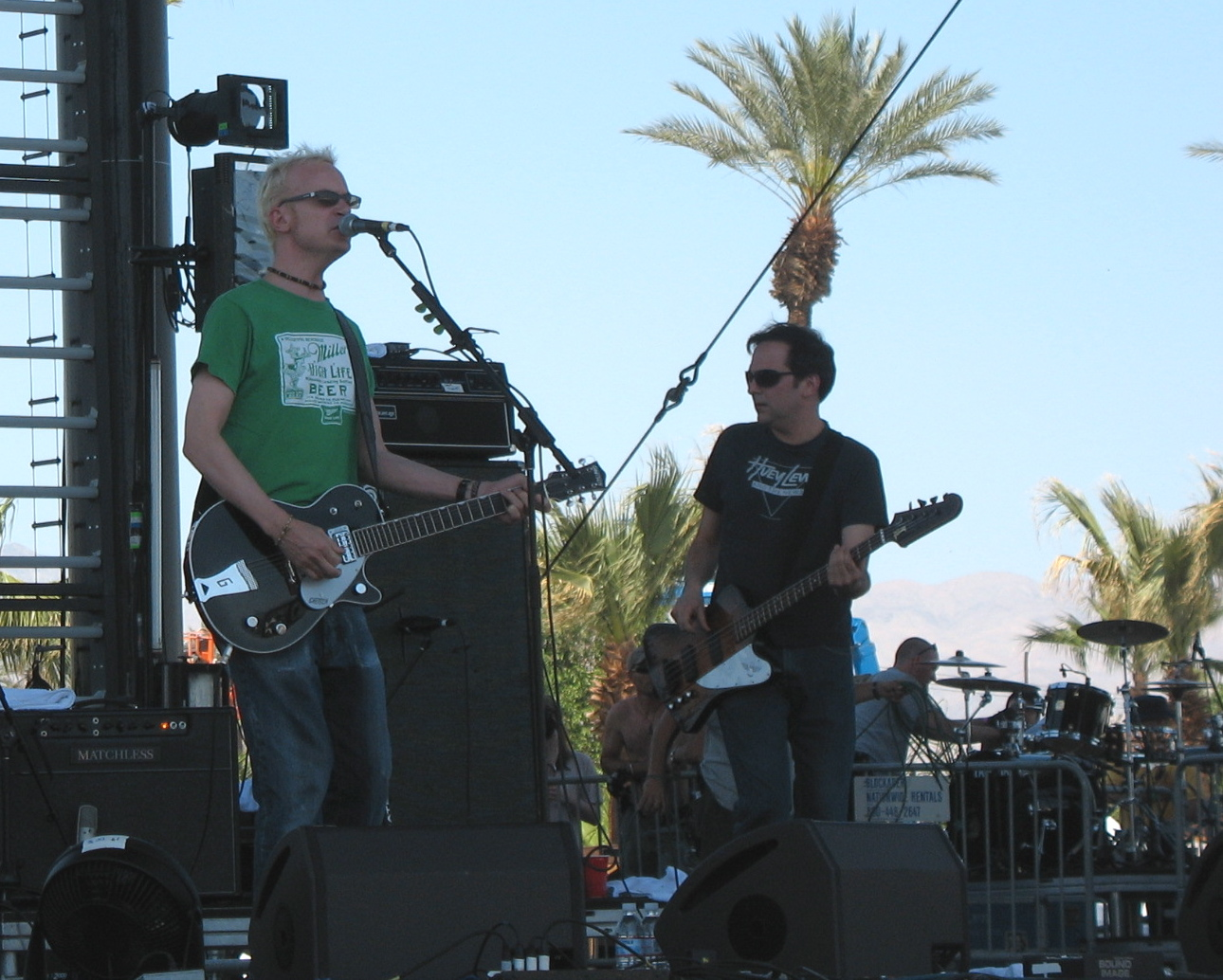
El álbum incluye un cover de la canción «Hackensack» de Fountains of Wayne.

Después de emitir más de 100 especiales, en mayo de 2009, MTV anunció el relanzamiento de su serie de televisión MTV Unplugged, que presentaría a artistas populares y de renombre en un ambiente acústico. Amy Doyle, vicepresidenta ejecutiva de música y talento de MTV, declaró: «Unplugged siempre ha sido un favorito de los fans y artistas, y una de las series de actuaciones más icónicas de MTV. Al llevar la serie a MTV, podemos presentarla a una nueva generación de fanáticos de la música y ofrecer un mayor acceso a sus músicos favoritos a través de actuaciones, entrevistas y listas de reproducción seleccionadas por los artistas, y todo se puede ver a demanda». El relanzamiento también incluiría la emisión de «canciones completas y clips especiales de actuaciones» en varios canales hermanos de MTV. Perry apareció en el programa durante ese verano.
Perry pensó que sería una gran oportunidad para mostrarse a sí misma como artista, así como para expresar el verdadero significado de sus canciones. Ella afirmó: «Realmente quería hacer MTV Unplugged, obviamente, porque tiene una gran historia de mostrar realmente quién es la persona... Puedes escuchar la verdadera historia de las canciones, lo cual es importante para mí». La audiencia para el programa fue seleccionada a través de un concurso en el que los fanáticos mayores de 18 años podían enviar fotos y explicar por qué eran fans de Perry. El episodio con Perry se grabó el 22 de julio de 2009. Para la grabación, Perry se vistió con un vestido de noche de gasa rosa pálido, con flores en el cabello. Además, dijo: «Algunas personas tienen una idea de quién soy, una pequeña parte del pastel, pero puedo mostrar más. Tengo una personalidad más grande que la vida y mi ropa refleja eso. Para MTV Unplugged, quería ser una mezcla de Stevie Nicks y un hada».
MTV Unplugged consta de dos discos. El primero, que es un disco compacto, contiene versiones acústicas de sus canciones «I Kissed a Girl», «Ur So Gay», «Thinking of You», «Waking Up in Vegas» y «Lost» de One of the Boys, una versión de «Hackensack» de la banda estadounidense de power pop Fountains of Wayne, y una nueva canción titulada «Brick by Brick». Perry explicó por qué eligió «Hackensack», diciendo que se identificaba con las letras sobre «tener un amante [o] amigo leal en casa cuando ella está de gira», aunque, directamente, la canción no narra ningún evento de la vida de Perry. Las versiones interpretadas incorporan géneros más ligeros que el pop rock, que es abrazado en One of the Boys, como el jazz y la música lounge, particularmente en «I Kissed a Girl». El segundo disco es un DVD que contiene la grabación en video de la actuación, grabada en los NEP Midtown Studios, ubicados en la ciudad de Nueva York.

## Lanzamiento y recepción
MTV Unplugged se lanzó por primera vez en Suiza y Estados Unidos, respectivamente, en formatos CD/DVD y digital, el 13 de noviembre de 2009. Algunas canciones y entrevistas del EP se emitieron durante el bloque matutino de MTV, AMTV, tres días después. La edición física se lanzó en Estados Unidos y Francia el 17 de noviembre de 2009. La grabación completa en video se publicó el 27 de noviembre en el sitio web oficial de MTV, mientras que el estreno televisivo se realizó a las 9 PM de ese día en el canal de alta definición Palladia, con una retransmisión a la medianoche. En Brasil, el conjunto se lanzó en formato DVD/CD, empaquetado en una caja estándar. El lanzamiento en Japón, también en formato DVD/CD, ocurrió más de un año después, el 24 de noviembre de 2010. El álbum debutó en el número 168 en el Billboard 200 de Estados Unidos, saliendo de la lista la semana siguiente. Hasta agosto de 2020, había vendido 63,000 copias en Estados Unidos. Debutó en el número 192 en la lista de álbumes de Francia y en una posición más alta en la lista de álbumes de Suiza, en el número 82.
Tras su lanzamiento, MTV Unplugged recibió críticas generalmente mixtas por parte de los críticos de música contemporánea. Stephen Thomas Erlewine, editor de AllMusic, le dio al álbum tres de cinco estrellas, elogiando a Katy por ser una artista trabajadora y «parecer más simpática aquí que en su debut», aunque señaló que sus defectos se «amplificaron» durante la actuación. Sahar de Blogcritics fue más positivo sobre el conjunto, escribiendo que aunque Perry no era «la mejor cantante», lo compensaba «con su pegajosidad y adorabilidad». El colaborador fue más negativo respecto a la versión acústica de «I Kissed a Girl» y al hecho de que MTV cortara partes de la grabación en video: «Lo que me gustaría haber visto es que MTV hiciera que Katy Perry entrara en un diálogo no guionizado con los fans que están allí, filmar todo y ponerlo en un DVD; entonces realmente tendrías algo desenchufado. Porque ¿cómo puedes conocer verdaderamente a un artista si no vemos esas interacciones?».
Becky Bain del sitio web Idolator favoreció la voz en vivo de Perry y su presentación natural, aunque fue ambivalente respecto a la decisión de dar a las canciones un tratamiento acústico. Continuó diciendo que las versiones de MTV Unplugged de las canciones de Perry no pudieron sustituir a las «brillantes originales». Simon Vozick-Levinson de Entertainment Weekly le dio al álbum en vivo una calificación de D, opinando que «el tratamiento reducido de MTV Unplugged no le hace ningún favor a la voz aulladora de Perry», y que «[las] canciones simplemente no son lo suficientemente sólidas como para sostenerse por sí mismas sin una producción brillante». Catherine Lewis de The Washington Post elogió a Perry por «traducir sus números más ruidosos a un formato acústico» y escribió que el álbum fue «definitivamente un paso en una buena —y inesperada— dirección».

## Lista de canciones
Los títulos son tomados de iTunes Store; la duración es tomada de las notas del álbum.

| MTV Unplugged – Disco 1 (CD) |                      |          |  |
| N.º                          | Título               | Duración |  |
| 1.                           | «I Kissed a Girl»    | 4:12     |  |
| 2.                           | «Ur So Gay»          | 4:26     |  |
| 3.                           | «Hackensack»         | 3:04     |  |
| 4.                           | «Thinking of You»    | 4:41     |  |
| 5.                           | «Lost»               | 5:01     |  |
| 6.                           | «Waking Up in Vegas» | 3:33     |  |
| 7.                           | «Brick by Brick»     | 4:39     |  |
| 29:36                        |                      |          |  |

| MTV Unplugged – Disco 2 (DVD) |                      |          |  |
| N.º                           | Título               | Duración |  |
| 1.                            | «I Kissed a Girl»    | 4:11     |  |
| 2.                            | «Ur So Gay»          | 4:22     |  |
| 3.                            | «Hackensack»         | 3:00     |  |
| 4.                            | «Thinking of You»    | 4:38     |  |
| 5.                            | «Lost»               | 4:59     |  |
| 6.                            | «Waking Up in Vegas» | 3:28     |  |
| 7.                            | «Brick by Brick»     | 4:46     |  |
| 8.                            | «Interview»          | 8:23     |  |
| 45:00                         |                      |          |  |

## Créditos
Créditos de MTV Unplugged adaptados de las notas del álbum.
Banda
- Katy Perry – voz, guitarra
- Adam Marcello – director musical, batería, voz
- Patrick Matera – guitarra, coros
- Joshua Moreau – bajo
- Korel Tunador – guitarra, piano, Wurlitzer, órgano de bomba, piano de juguete, saxofón, campanas, platillos, voz.

Cuerdas
- Daniel Cho – violonchelo
- Surai Nesrine Balbeisi – viola
- K Ishibashi – violín
- Beth Meyers – violín
- Deborah Lurie – arreglo en "Thinking of You"
- Daniel Cho – arreglo en "Hackensack".
- Chris Garcia – producción vocal adicional

Cuernos
- David Luther – saxo tenor, Wurlitzer
- Kenny Rampton – trompeta

Equipo
- Julia Ervin – directora de gira
- Fern Alvarez – directora de producción
- Kim Hilton – coordinadora de gira
- Angela Hudson – asistente de gira
- Bobby Sepulveda – director de escena
- Ryan Johnson – ingeniero de monitores
- Steve Luna – técnico de guitarra
- Todd Delano – maquillaje
- Aaron Light – peluquería
- Johnny Wujek – estilista
- Josh Leibman – asistente de estilismo

## Charts
| Listas (2009)                  | Mejor posición |
| ------------------------------ | -------------- |
| Francia (SNEP)                 | 192            |
| Suiza (Schweizer Hitparade)    | 82             |
| Estados Unidos (Billboard 200) | 168            |

## Historial de lanzamientos
| País           | Fecha                   | Formatos         | Discográfica          | Ref.   |
| -------------- | ----------------------- | ---------------- | --------------------- | ------ |
| Suiza          | 13 de noviembre de 2009 | CD/DVD           | Capitol EMI           | [ 12 ] |
| Estados Unidos | 13 de noviembre de 2009 | Descarga digital | Capitol EMI           | [ 13 ] |
| Estados Unidos | 17 de noviembre de 2009 | CD/DVD           | Capitol EMI           | [ 14 ] |
| Francia        | 17 de noviembre de 2009 | CD/DVD           | Capitol EMI           | [ 15 ] |
| Japón          | 24 de noviembre de 2010 | CD/DVD           | Universal Music Japan | [ 18 ] |